# (9821) Gitakresáková
(9821) Gitakresáková – planetoida z pasa głównego asteroid okrążająca Słońce w ciągu 3 lat i 248 dni w średniej odległości 2,38 au. Została odkryta 26 marca 1971 roku w Obserwatorium Palomar przez Cornelisa i Ingrid van Houtenów na płytach Palomar Schmidt wykonanych przez Toma Gehrelsa. Nazwa planetoidy pochodzi od Margity Kresákovej (1927–1994), pracującej w Instytucie Astronomicznym, Słowackiej Akademii Nauk w Bratysławie, odkrywczyni komety C/1954 O1 Vozarova. Przed jej nadaniem planetoida nosiła oznaczenie tymczasowe (9821) 4033 T-1.